# Забіне Шульце
Забіне Шульце (нім. Sabine Schulze, 1 січня 1972) — німецька плавчиня.
Чемпіонка Європи з водних видів спорту 1970 року.